# 伊利永
伊利永（法語：Hillion，法語發音：[iljɔ̃] ⓘ）是法国阿摩尔滨海省的一个市镇，位于该省东部，圣布里厄湾东侧，属于圣布里厄区。

## 地理
伊利永（48°30'49"N, 2°40'8"W）面积24.76 平方千米，位于法国布列塔尼大區阿摩尔滨海省，该省份为法国西北部沿海省份，位于布列塔尼半岛北部，北濒大西洋英吉利海峡，西接菲尼斯泰尔省，南至莫尔比昂省，东临伊勒-维莱讷省。
与伊利永接壤的市镇（或旧市镇、城区）包括：科埃特米约、朗格、波姆雷、伊菲尼亚克、朗巴勒阿摩尔。
伊利永的时区为UTC+01:00、UTC+02:00（夏令时）。

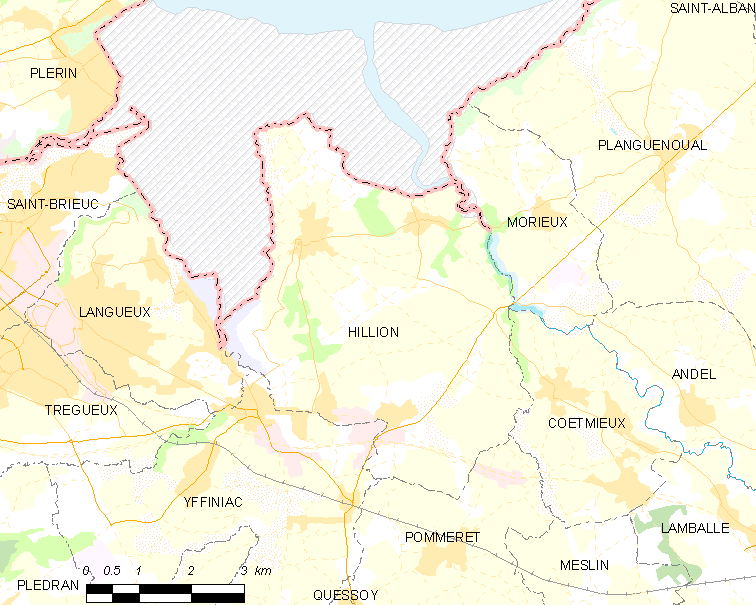
伊利永的OSM定位图

## 行政
伊利永的邮政编码为22120，INSEE市镇编码为22081。

## 政治
伊利永所属的省级选区为特雷格县。

## 交通
阿摩尔滨海省省道D34线、D46线、D80线、D712线和D786线经过境内。

## 人口

1962-2008年间伊利永人口变化图示

伊利永于2022年1月1日时的人口数量为4304人。